# Шосе A1 (Ботсвана)
Шосе A1 у Ботсвані — дорога, яка пролягає від кордону Зімбабве біля Рамокгвебани через Франсистаун, Махалап'є, Палап'є, Габороне (столиця Ботсвани) і Лобаце до Раматлабами на кордоні з Південною Африкою. Перетнувши річку Рамокгвебана в Зімбабве, вона продовжується як A7 до Булавайо. На південноафриканському кінці вона продовжується як N18 до Мафікенга.
У 2007 році на цій дорозі було прийнято рішення встановити платний пункт.
Ділянка шосе між Пхакалане та Габороне використовується для міського марафону Габороне.
Вся дорога А1 є частиною Трансафриканської мережі автомагістралей №. 4 (шосе Каїр-Кейптаун), що з'єднує Каїр з Кейптауном.